# Anchiphyllia pellicata
Anchiphyllia pellicata là một loài bướm đêm trong họ Geometridae.